# أدوافيل (الكنازظة)
أدوافيل هو دُوَّار يقع بجماعة تاكونيت، إقليم زاكورة، جهة درعة تافيلالت في المملكة المغربية. ينتمي الدوّار لمشيخة الكنازظة التي تضم 8 دواوير. يقدر عدد سكانه بـ 579 نسمة حسب الإحصاء الرسمي للسكان والسكنى لسنة 2004.

## وصلات خارجية
- البوابة الوطنية للجماعات الترابية
- المندوبية السامية للتخطيط